# Rue Émeriau
Pour les articles homonymes, voir Émeriau.
La rue Émeriau est une rue du 15e arrondissement de Paris.

## Situation et accès
La rue Émeriau est une voie publique située dans le 15e arrondissement de Paris. Elle débute au 24, rue du Docteur-Finlay et se termine au 29, rue Linois, la rue des Quatre-Frères-Peignot étant son prolongement.
La rue Émeriau comporte une bibliothèque municipale spécialisée dans les partitions et les ouvrages musicaux. Au début de la rue se situe le centre commercial Beaugrenelle.
Elle croise la rue du Théâtre et traverse la place de Brazzaville. La rue Schutzenberger, la rue Rouelle, la rue Ginoux, la rue Gaston-de-Caillavet et la rue Beaugrenelle commencent ou aboutissent rue Émeriau.

## Origine du nom
La rue porte le nom du vice-amiral de la marine Maxime Julien Émeriau de Beauverger (1762-1845).

## Historique
Ancienne voie de la commune de Grenelle, elle fut créée vers 1837 dans le cadre du développement du lotissement Violet. Elle portait alors le nom de « rue de l'Industrie ».
Elle intègre la nomenclature des rues de Paris par décret du 23 mai 1863.

## Bâtiments remarquables et lieux de mémoire
- Bibliothèque Andrée-Chedid au n°36.
- Laboratoire central de l'artillerie de marine (n°1-15) ; cet édifice typique de l'entre-deux guerres en brique et béton, qui occupait tout un îlot, a été reconstruit par l’architecte en chef Marion.
- Simona Ertan (1923-2016), artiste peintre, a habité au no 64.
- La rue longe le groupe scolaire public compris entre les rues Rouelle, Émeriau, Schutzenberger et Sextius-Michel. Façade en briques de style Art nouveau. Bâtiment construit par l'architecte Louis Bonnier en 1912[3].

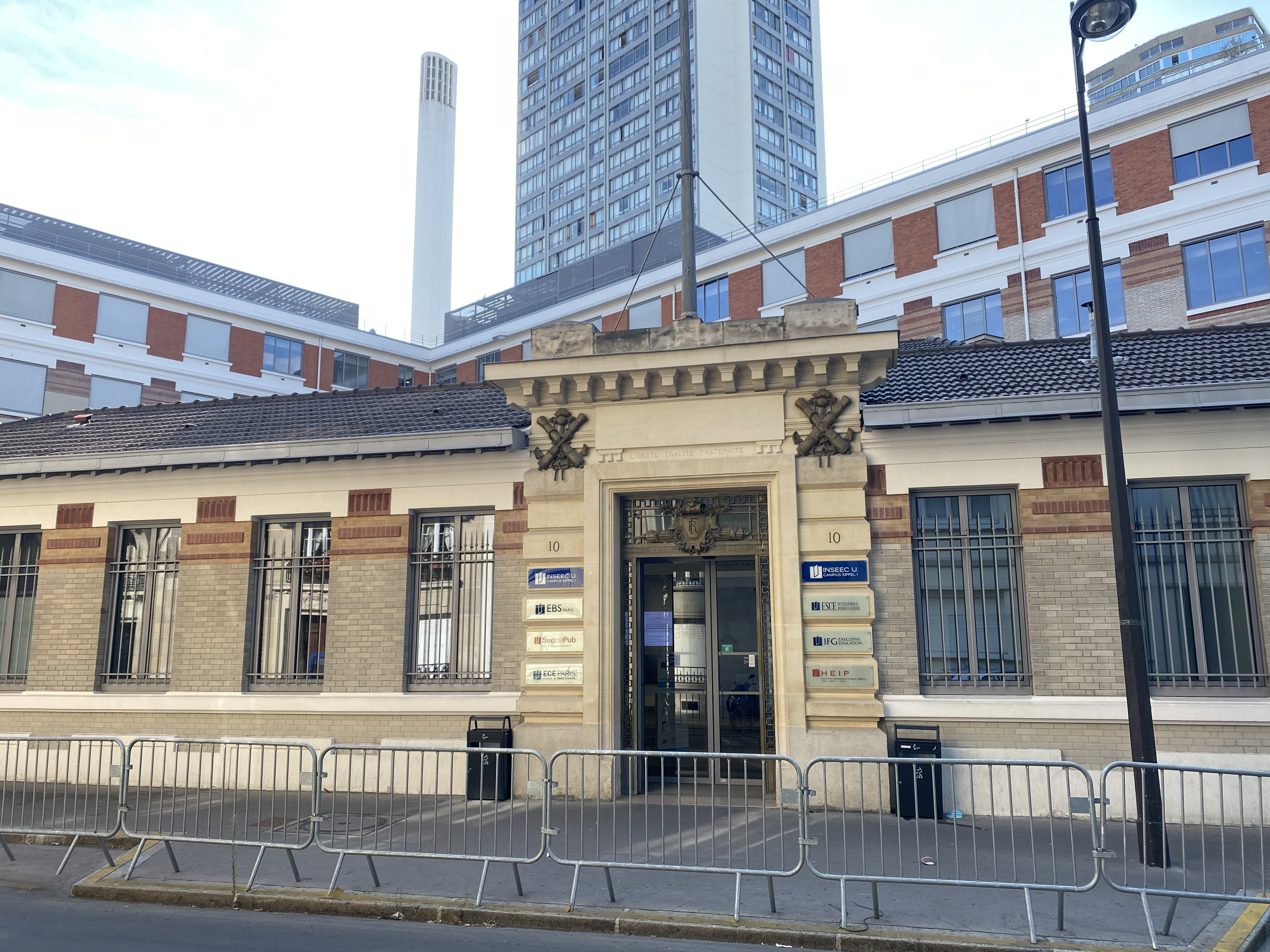
Le campus Eiffel occupe une partie des locaux de l'ancien Laboratoire central de l'artillerie de marine.
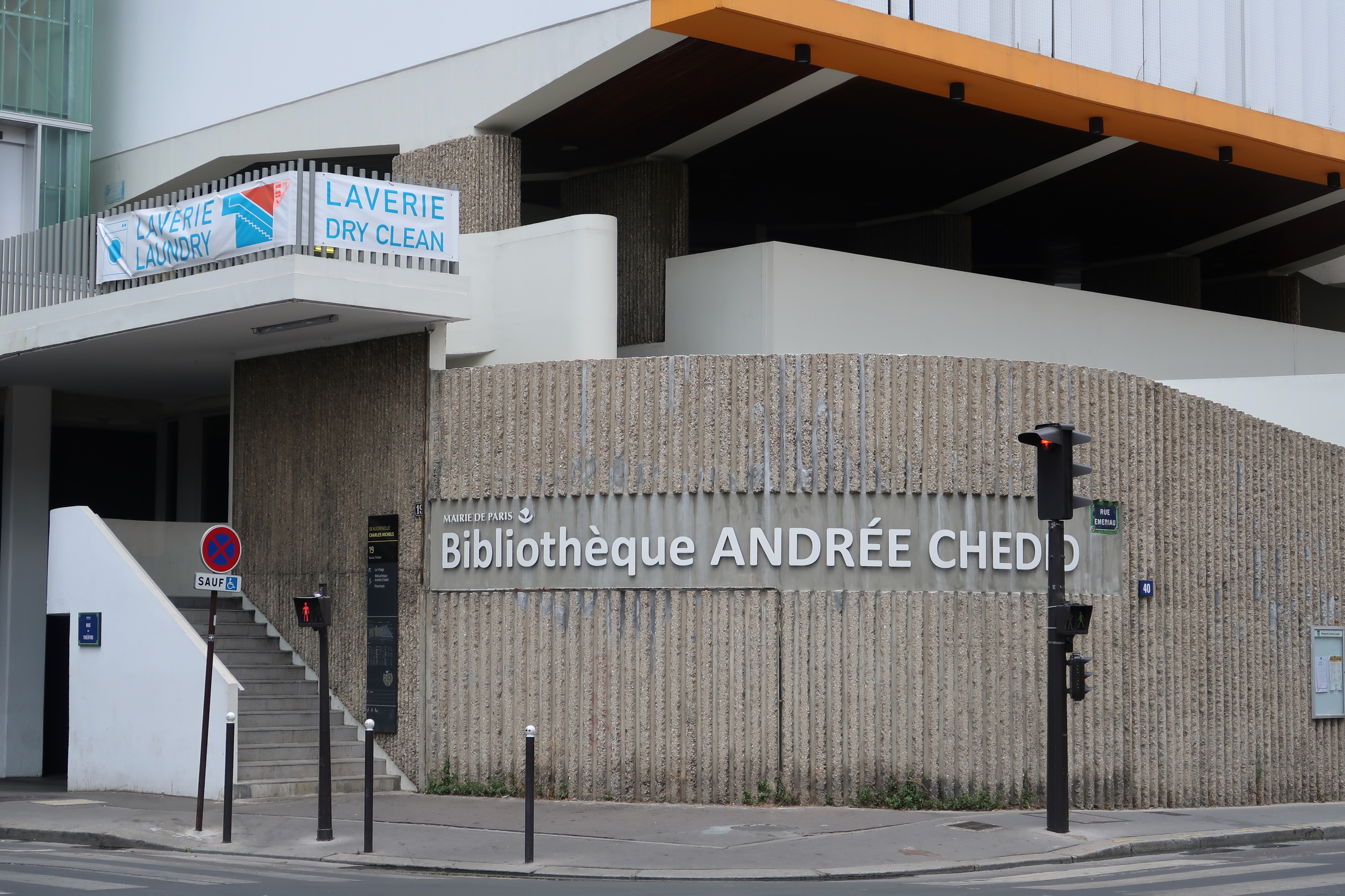
Bibliothèque Andrée-Chedid au no 36.